# Har Miẖya
Har Miẖya (hebreiska: הר מחיה) är ett berg i Israel.   Det ligger i distriktet Södra distriktet, i den södra delen av landet. Toppen på Har Miẖya är 547 meter över havet.
Terrängen runt Har Miẖya är huvudsakligen platt, men österut är den kuperad. Terrängen runt Har Miẖya sluttar norrut. Runt Har Miẖya är det ganska glesbefolkat, med 42 invånare per kvadratkilometer. Närmaste större samhälle är Midreshet Ben-Gurion, 5,8 km nordost om Har Miẖya. Trakten runt Har Miẖya är ofruktbar med lite eller ingen växtlighet.